# Iggy Pop

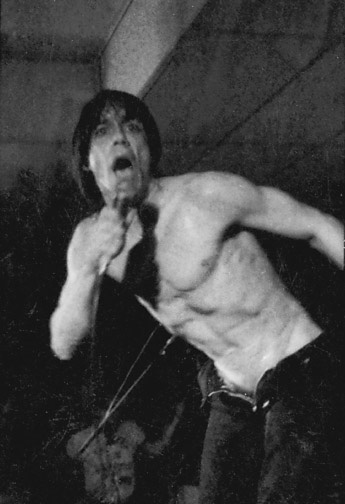
Iggy Pop a UC Davis 1980

James Newell Osterberg, Jr. (Muskegon, Michigan, 21 d'abril de 1947), més conegut pel seu sobrenom d'Iggy Pop, és un cantant, compositor i actor estatunidenc. És considerat un dels innovadors més importants del punk i estils relacionats. Conegut també com «el padrí de punk», és àmpliament reconegut com un dels artistes de rock més dinàmics a l'escenari. Iggy Pop va començar a autoanomenar-se «Iggy»en referència al seu primer grup, The Iguanas.
Iggy Pop va ser el líder de The Stooges, un grup de garage rock de finals dels anys 1960 i principis de la dècada del 1970 que va tenir una gran influència en els naixents gèneres del heavy metal i punk rock. The Stooges es van fer famosos per les seves actuacions en directe, on no era estrany veure Iggy Pop saltant al públic o tallant-se amb ampolles trencades.
Posteriorment a la seva etapa amb The Stooges, Iggy Pop va gaudir de diferents nivells d'èxit a la seva carrera com a artista en solitari. Les seves cançons més conegudes inclouen «Lust for Life», «I'm Bored», «Wild One», «Candy» i «The Passenger».

## Biografia

### Inicis: The Stooges
Nascut a Muskegon i criat a Ann Arbor, va començar al món de la música com bateria en diverses bandes d'institut, entre elles The Iguanas, on va rebre el seu nom artístic «Iggy». Gran aficionat al blues, de tant en tant s'escapava de la universitat per anar a Chicago a aprendre sobre el blues. Inspirat-se en The Doors, van formar The Psychedelic Stooges i es va sobrenomenar a ell mateix Iggy Stooge, i després Iggy Pop. Després de dos anys d'assajos, la banda va fer el seu debut a Ann Arbor.
El seu debut, considerat el primer disc de The Stooges, es va editar en 1968. Els dos primers àlbums, The Stooges i Fun House, van tenir poca repercussió en les llistes de vendes, encara que aquests discos van ser una gran influència en el naixent moviment punk. Després que els nous membres s'unissin a la banda, es van separar per l'addicció d'Iggy Pop a l'heroïna.
David Bowie els va produir un àlbum a Anglaterra, el famós Raw Power, considerat un dels primers àlbums punk rock de la història, un disc carregat de provocació i continguts sexuals. En ell es troba el clàssic «Search and Destroy», una de les seves cançons més populars. El disc no va estar exempt de problemes i polèmica des de la seva gestació: la portada va ser escollida per Tony DeFries (mánager de Bowie), i la mescla es va fer a Los Angeles, lluny de l'abast d'Iggy Pop, qui projectava per a l'àlbum un so més cru del que finalment va resultar.
aquest fet va provocar una polèmica que durant anys va marcar la història de l'àlbum, arribant a circular, en forma de bootleg, una versió titulada Rough power, amb les mescles d'Iggy Pop. El 1997, a través de Sony, es va editar una versió remesclada personalment per ell, i que representava la seva visió sobre com hauria d'haver sonat el disc en el seu dia, donant-li una major presència a les guitarres i a la bateria, a la recerca d'un so més agressiu. La nova remescla va despertar tant adhesions incondicionals com aversió entre els seus seguidors.
L'últim concert dels The Stooges va acabar en una baralla entre la banda i un grup de moters documentada a Bootleg Metallic KO. La drogoaddicció d'Iggy Pop va forçar un parèntesi en la seva carrera durant diversos anys.

### Com a solista
El 1977, Iggy Pop va gravar l'àlbum Kill city, amb un altre ex-Stooge, James Williamson. El disc inclou temes inèdits que van formar part del repertori dels The Stooges, com «I got nothin'», i va orientar el clàssic so del grup cap a un un estil que recorda The Rolling Stones. Les lletres del disc parlen de decadència, vici i desesperació: Til you wind up in some bathroom, overdosed and on your knees («Fins que acabes en algun vàter, amb sobredosi i de genolls»), diria en el tema «Kill city», que dona títol a l'àlbum. Aquest disc, malgrat ser un treball d'Iggy i Williamson, és sovint considerat com un disc més de The Stooges, per contenir part del material que formava part del seu repertori i gran part de l'essència de la banda.
David Bowie i Iggy Pop es van instal·lar a Berlín per a desenganxar-se de la gran quantitat de cocaïna que prenien a diari. En aquells temps Bowie solament es mantenia de llet i cocaïna. Iggy Pop va signar amb RCA Records i Bowie va ajudar a compondre i produir els àlbums The Idiot i Lust for Life, que van ser considerats com dos dels seus millors treballs per molts dels seus seguidors. Entre 1979 i 1982, va editar una sèrie d'àlbums amb escassa repercussió, com Party o Zombie birdhouse i un cert biaix pop lleugerament naïf i psicodèlic.
Va tornar en 1983 després de tres anys de pausa, en els quals es va desintoxicar de l'heroïna i es va casar, amb un nou disc al mercat influït pel new wave, Blah Blah Blah.

### La tornada al rock
El seu següent disc, Instinct, de 1988, va suposar el seu celebrat retorn al rock, acompanyat a la guitarra per Steve Jones exguitarrista de Sex Pistols, amb el qual emprendria una reeixida gira. En el disc es pot apreciar una certa influència del hard rock que s'escoltava en aquells anys.
Tanmateix, seria amb Brick by Brick, considerat per molts dels seus fans com un de les seves millors i més completes obres, amb el qual Iggy Pop va conquerir la primera línia de l'escena rockera. El disc va comptar amb la col·laboració dels membres de Guns N' Roses Slash i Duff McKagan, que apareixen en el videoclip de «Home», una cançó que es convertiria en un dels grans èxits d'Iggy Pop juntament amb el «Hit Candy», un mig temps melòdic carregat de dramatisme, que es convertiria en un dels seus majors èxits. En ell, Iggy Pop canta a duo amb la vocalista de B-52's, Kate Pierson. «Main street eyes», «Won't crap out» i «The undefeated» són també temes emblemàtics d'aquest àlbum, que va suposar un acostament al rock nord-americà més clàssic, i un aprofundiment a nivell líric i compositiu d'un Iggy Pop més madur i reflexiu, emulant als cronistes socials del rock com John Hiatt, un músic del qual s'inclouria una composició, «Something Wild».
American Caesar (1993), seguiria la línia marcada per Brick by rick, combinant potents temes de rock and roll, com «Wild America», un dels èxits del disc, que va comptar amb la col·laboració de Henry Rollins, «Beside you», un mig temps que va comptar amb un videoclip molt publicitat en l'MTV, i una versió que Iggy Pop portava anys interpretant en directe, però que mai no havia gravat; el hit dels anys 1950 «Louie Louie».

### La reunió de The Stooges
Naughty little doggie, el seu disc de 1996, va reprendre una línia rockera més bàsica, apartant-se de la maduresa i l'eclecticisme dels seus dos anteriors àlbums. Durant els anys d'Instinct, Brick by brick i American Caesar, Iggy Pop va viure una de les èpoques de major èxit comercial de la seva carrera, en part gràcies a l'auge del rock que es va viure a la fi dels anys 1980, amb bandes com Guns N' Roses i, posteriorment amb l'arribada del grunge.
En 1997 va remesclar Raw Power per a donar-li un so més dur, portat en part per les queixes del públic per la poca consistència de la remescla de David Bowie. Va coproduir el 1999 Avenue B amb Don Was, i Beat 'Em Up el 2001, un treball que s'acostava lleugerament al nu metal, encara que amb un enfocament més cru en alguns dels seus arranjaments, apartant-se dels clàssics patrons en els quals es venia movent el seu so. En el seu treball de 2003, Skull Ring va col·laborar amb Sum 41 i Green Day, i amb els germans Ron i Scott Asheton, en el que en la pràctica va suposar la reunió dels The Stooges, que van interpretar diverses cançons del disc, com «Little electric chair». Això va portar a l'organització d'una gira com The Stooges i a consolidar la reunificació de la mítica banda.
Després de diversos anys de gira, en els quals el grup va interpretar fonamentalment material dels seus dos primers discos The Stooges i Funhouse, a més dels temes gravats per a Skull Ring, obviant d'aquesta manera Raw Power, per considerar-lo més un disc d'Iggy Pop que un treball de l'«autèntica» formació de The Stooges, el grup va editar en 2007 The Weirdness, el primer treball que signaven The Stooges des de 1973, any de l'edició de Raw Power. En 2009, Iggy Pop va gravar "We're All Gonna Die", una cançó per Slash, l'àlbum en solitari del seu amic Slash que va sortir al març de 2010.
Iggy Pop va participar en un homenatge a Madonna l'11 de març de 2008, amb motiu de la inclusió d'aquesta al Museu del Rock. Iggy Pop va interpretar a la seva manera dos èxits d'ella, «Burning Up» i «Ray of Light», i va acabar cridant-li un joc de paraules sobre «Like a Virgin».

## Cinema
Iggy Pop ha actuat en algunes pel·lícules tant com a actor com a autor de bandes sonores, entre elles Cry-Baby, Sid and Nancy, El color dels diners, El corb 2: La ciutat dels àngels, Hardware, Rugrats, Snow Day, Coffee and Cigarettes, Dead Man i a Persèpolis posant la veu de l'oncle Anouche. Ha aparegut també en cinc sèries de televisió, Miami Vice, Històries de la Cripta, Les Aventures de Pete i Pete i Star Trek: Deep Space Nine. L'any 1995 va coprotagonitzar amb Pere Ponce la pel·lícula Atolladero, dirigida per Óscar Aibar, i també és l'autor i intèrpret del tema principal de la banda sonora de la pel·lícula.
Encara que Iggy Pop no tingui a veure amb la pel·lícula, un androgin personatge encarnat per Ewan McGregor a Velvet Goldmine està modelat a la seva imatge. Amb el mateix actor, a Trainspotting és l'ídol del protagonista i apareix en la banda sonora. La seva música també apareix a Crocodile Dundee II, així com va posar veu a la música de Goran Bregović en la banda sonora d'El somni d'Arizona. Al món de l'entreteniment, Iggy Pop fa de DJ en l'emissora fictícia de rock Liberty Rock Radio al videojoc Grand Theft Auto IV.

## Discografia
| Amb The Stooges - 1969 - The Stooges - 1970 - Fun House - 1973 - Raw Power - 1995 - Open Up and Bleed (live) - 2007 - The Weirdness Amb James Williamson - 1977 - Kill City En solitari - 1977 - The Idiot - 1977 - Lust for Life - 1979 - New Values - 1980 - Soldier - 1981 - Party - 1982 - Zombie Birdhouse - 1986 - Blah Blah Blah - 1988 - Instinct - 1990 - Brick by Brick - 1993 - American Caesar - 1996 - Naughty Little Doggie - 1999 - Avenue B - 2001 - Beat 'Em Up - 2003 - Skull Ring - 2009 - Preliminaries - 2012 - Apres - 2016 - Post Pop Depresion - 2019 - Free - 2023 - Every Loser En directe - 1978 - TV Eye Live 1977 - 1994 - Berlin 91 - 1996 - Best Of…Live Compilacions - 1996 - Pop Music - 1996 - Nude & Rude: The Best of Iggy Pop - 2005 - A Million in Prizes: The Anthology | - "1969" - "Butt Town" - "Candy" (feat. Kate Pierson) - "Cold Metal" - "Corruption" - "Cry for Love" - "Down on the Street" - "Free & Freaky" (feat. Brendan Benson) - "Home" - "I Wanna Be Your Dog" - "I'm Bored" - "Isolation" - "Little Know It All" (feat. Sum 41) - "Lust for Life" - "My Idea of Fun" - "The Passenger" - "Real Wild Child (Wild One)" (Johnny O'Keefe cover) - "Search and Destroy" - "Shake Appeal" - "Wild America" |